# Heraclia suda
Heraclia suda är en fjärilsart som beskrevs av Jordan 1913. Heraclia suda ingår i släktet Heraclia och familjen nattflyn. Inga underarter finns listade i Catalogue of Life.